# زي لويس (لاعب كرة قدم موزمبيقي)
زي لويس (بالبرتغالية: Luís Pereira Vaz‏) هو لاعب كرة قدم موزمبيقي في مركز الوسط، ولد في 28 مايو 1989 في مابوتو في موزمبيق. شارك مع منتخب موزمبيق لكرة القدم. أما مع النوادي، فقد لعب مع ليغا موكولمانا مابوتو ونادي أونياو دا ماديرا ونادي بلدية المحلة.

## وصلات خارجية
- زي لويس (لاعب كرة قدم موزمبيقي) على موقع قاعدة بيانات كرة القدم.إي يو (الإنجليزية)
- زي لويس (لاعب كرة قدم موزمبيقي) على موقع ناشيونال فوتبول تيمز (الإنجليزية)